# 武器輸出三原則
武器輸出三原則（ぶきゆしゅつさんげんそく）とは、1976年から2014年までの間、日本国政府が採っていた武器輸出規制および運用面の原則のことである。「武器輸出禁止三原則」と呼ばれることもある。政府答弁などで明らかにされていたものの、直接法律で規定されたものではなく、政令運用基準にとどまっていた。また、「武器」の定義等を含めて議論があった。
2014年（平成26年）4月1日に、武器輸出三原則に代わる新たな政府方針として『防衛装備移転三原則』が閣議決定された。

## 内容
武器輸出三原則は、共産圏と国際連合決議による武器禁輸措置をとられた国、及び紛争地域への武器輸出を禁止したものであり、他の地域への武器輸出は「慎む」とされ、武器輸出そのものを禁止していたわけではない。しかし、日本は他の地域への武器輸出は「慎む」ようになってからは、原則として武器および武器製造技術、武器への転用可能な物品の輸出が禁じられていた。
武器輸出三原則の内容そのものを直接的に規定した法律は設けられなかった。ただし、外国為替及び外国貿易法と輸出貿易管理令によって、輸出の許可を司り、輸出貿易管理令別表第1が輸出許可品目名を規定しており、この規制対象品目は核不拡散条約、生物兵器禁止条約、化学兵器禁止条約やワッセナー・アレンジメント（前身の対共産圏輸出統制委員会）における規制対象とリンクしており、対象となる品目は適時追加され、武器の不正輸出における罰則は外為法に設けられた（3〜5年以下の懲役と科料）。また、輸出貿易管理令では「武器製造関連設備」も対象項目となっている。
ただし、当初は外為法の不備があったため、日工展訴訟が発生し、1980年に外為法改正が行われた。

### 政府答弁
日本国政府は、1967年の佐藤栄作内閣総理大臣の答弁で共産圏諸国・紛争当事国などへの輸出禁止確認にはじまり、とりわけ1976年の三木武夫総理大臣の答弁を歴代内閣が堅持してきた。三木答弁では、「武器輸出を慎む」と表現し「武器輸出の禁止」または「一切しない」という表現ではなかった。またこの「慎む」という表現には、国際紛争を助長させない場合は、「慎む必要がない」ということも含意されていた。しかしのちに田中六助通産大臣（当時）は「原則としてだめだということ」と答弁した。

### 例外規定
1983年の「対米武器技術供与についての内閣官房長官談話」以降、アメリカ合衆国への武器技術供与は例外とされ、武器輸出が認められていた。また、ミサイル防衛システム構築のための「武器」輸出もアメリカ合衆国に限定して認められていた。このアメリカ例外規定については、アメリカ合衆国が「紛争当事国」であっても、例外規定は論理的には適用された。
このほか、アメリカ限定ではない例外規定として、テロ・海賊対策の場合は例外とされた。

## 歴史

### 提議

#### 前史
1962年3月16日の衆議院商工委員会で通商産業省（当時）通商局長が「共産圏への武器輸出については、ココムの制度に基づいて輸出の可否を判断している」と答弁し、1965年5月7日に参議院決算委員会で外務省アジア局外務審議官が「直接戦争に関係のある武器や軍需物資は、輸出承認していない」と答弁していた。
また、1965年8月5日に衆議院科学技術振興対策特別委員会で通産省重工業局次長が「通産省の武器輸出の方針は、第一は、ココムの制限に従う、第二は、国連決議に基づく武器輸出禁止国には輸出ができない。第三は、国際紛争助長の恐れがある国に対する輸出については認めない」と答弁していた。

#### 佐藤首相の三原則提議
輸出貿易管理令における事実上の「武器輸出禁止規定」については1967年（昭和42年）4月21日に行われた佐藤栄作首相の衆議院決算委員会における答弁により、以下のような国・地域の場合は「武器」の輸出を認めないこととした。これが狭義の武器輸出三原則とされる。
- 共産圏諸国向けの場合
- 国連決議により武器等の輸出が禁止されている国向けの場合
- 国際紛争の当事国[注釈 2]又はそのおそれのある国向けの場合

なお、佐藤栄作首相は「武器輸出を目的には製造しないが、輸出貿易管理令の運用上差し支えない範囲においては輸出することができる」と答弁しており、武器輸出を禁止したものではなかった。

#### 三木首相による項目追加
1976年（昭和51年）2月27日に行われた三木武夫首相の衆議院予算委員会における2日前の公明党の正木良勝議員の質問に対する答弁において、佐藤首相の三原則の厳重な履行を約したほかいくつかの項目が加えられた。政府は1967年の「武器輸出三原則」とこの「武器輸出に関する政府統一見解」をあわせ「武器輸出三原則等」と呼称された。
- 三原則対象地域については「武器」の輸出を認めない。
- 三原則対象地域以外の地域については憲法及び外国為替及び外国貿易管理法の精神にのっとり、「武器」の輸出を慎むものとする。
- 武器製造関連設備の輸出については、「武器」に準じて取り扱うものとする。

武器輸出三原則における「武器」は次のように定義した。
- 軍隊が使用するものであって直接戦闘の用に供されるもの
- 本来的に、火器等を搭載し、そのもの自体が直接人の殺傷又は武力闘争の手段として物の破壊を目的として行動する護衛艦、戦闘機、戦車のようなもの

### 緩和（例外規定の運用）

#### 後藤田官房長官談話と対米武器技術供与の例外規定
1983年（昭和58年）1月14日に発せられた中曽根内閣の後藤田正晴官房長官による「対米武器技術供与についての内閣官房長官談話」では、 日米安全保障条約の観点からアメリカ軍向けの武器技術供与を緩和することを武器輸出三原則の例外とされた。
同1983年11月8日には対米武器技術供与を日米相互防衛援助協定の関連規定の下で行うという基本的枠組みを定めた「日本国とアメリカ合衆国との間の相互援助協定に基づくアメリカ合衆国に対する武器技術の供与に関する交換公文」が締結された。1984年11月には日米両国政府の協議機関として武器技術共同委員会(JMTC)が発足し、翌1985年12月27日に対米武器技術供与を実施するための細目取り決めが締結された。
ただ、日本からの技術供与が行われているアメリカは、湾岸戦争やイラク戦争などで「国際紛争の当事国」となっていることから三原則は有名無実化しているとの指摘もあった。一方、アメリカは、個々に交換公文を交わし協議を行うことを煩雑であるとみなしていた。

#### 小泉内閣での官房長官談話とミサイル防衛
2005年（平成17年）には、小泉内閣の官房長官談話として、アメリカとの弾道ミサイル防衛システムの共同開発・生産は三原則の対象外とすることが発表された。
2007年10月18日に発足した「総合取得改革推進プロジェクトチーム」は「効果的・効率的な研究開発に資する国際協力を推進するため、各国との技術交流をより活性化するとともに、国際共同研究・開発に係る背景や利点・問題点などについて一層の検討を深める必要がある」とし、日本経済団体連合会も賛成の意を表した提言を発表した。

#### インドネシアへの巡視艇供与
アメリカとの技術協力以外にも例外的にインドネシアに「武器」輸出を認めた例がある。ただし、これは巡視艇であり、防弾ガラスなどの装備により武器に分類されていたもので、巡視船のような機関銃などの通常の意味での武器は装備していなかった。
2006年6月にマラッカ海峡の海賊対策に手をやいているインドネシアのユドヨノ大統領の依頼を受けた日本政府は閣議決定をおこない、2007年にインドネシア国家警察本部に小型巡視艇がODAを用いて無償供与された。引き渡されたのは27メートル型巡視艇3隻で最大速度は30ノット、建造総額は19億円。海上保安庁の同クラスの艦船を製造している墨田川造船で建造されそれぞれ「KP.HAYABUSA」、「KP.ANIS MADU」、「KP.TAKA」と命名されインドネシアまで輸送された。インドネシア政府とは転売および軍事利用の禁止を確認している。

#### 韓国軍への弾薬供与
2013年12月23日、第2次安倍内閣において陸上自衛隊のの弾薬が南スーダンでPKO活動中の韓国軍へ無償譲渡された（ただし日韓両政府が猛批判を浴びた結果、結局は返却されている）。

#### 小型武器の輸出
スイスのジュネーブ高等国際問題研究所によると、日本は猟銃、弾薬など民間向けの小型武器をアメリカ、ベルギー、フランスに輸出しており、その規模は世界第9位となっている。2012年度の調査でも、日本はアメリカ、ロシア、ドイツなどと共に、トップ12カ国の1つに含まれており、輸出額の合計は2億4900万ドルになる。

### 見直し

#### 議論

##### 国際共同開発
武器輸出三原則は個別の例外規定によって緩和が図られてきた。しかし、個々に例外化する方法では臨機応変な対応ができず、国際共同開発参加への障害とみなす見解も出され、個別の例外規定を増やすのではなく、三原則を根本から見直しすことが必要という指摘もあった。
日本国内の防衛産業については、日本は自衛隊装備の大半を国内開発あるいはライセンス生産品でまかなう方針を採っているが、アメリカを除いて国際共同開発を行なっておらず、生産数が限られていた。そのため、2000年代にはアメリカに限定されない国際共同開発や生産環境の整備が提言された。
世界には軍需産業を持つ国にアメリカ、イギリス、フランス、ドイツ、イタリア、スイス、中国、イスラエルなどがあるが、日本の防衛・軍需産業は三原則によって世界の兵器開発の流れから切り離されており、全面的な輸出禁止ではなく、国益に沿った輸出管理等のあり方を再検討すべきことも提言された。
読売新聞は今後の兵器開発において国際共同開発が主流となるとし、日本にとってアメリカ、オーストラリア、NATO加盟国との協力関係強化が課題となったとしている。

##### 調達価格
三原則により日本の兵器生産企業は輸出が行えず結果的に生産数が少なくなる。このために調達価格が高くなる傾向がある。冷戦後に防衛予算は減少される中で調達数も削減されている。そのため中小企業の中には生産体制を維持できなくなり撤退するものも現れていた。そのため、企業の撤退による技術、生産基盤の喪失によって防衛に支障をきたすことが問題視されていた。このような日本の現状についてウォール・ストリート・ジャーナルは、「自国防衛企業の利益粉砕する日本政府」と報道した。

##### 防衛装備技術
自衛隊の装備品については、当然ながら危険な地域で使用されることを前提に作られている。土木作業などに使われる重機なども、暴徒や敵の残存兵に襲われた時に対処できるよう、防衛用の銃などを取り付けるための銃座が備え付けられている。このため自衛隊の装備品は、ほとんどが法令上「武器」の扱いとなり、輸出規制に該当してしまうため、国外に販売して生産数を延ばすことができない。絶対的な生産数の少なさは、それ自体が装備の信頼性の低さに直結する。このため、国策により防衛産業を保護しなくてはならなくなるが、過度の保護がかえって装備の改善をしなくなるという悪循環に陥っているという指摘もあった。

#### 鳩山内閣と菅内閣の動き
2010年1月12日、鳩山内閣の北沢俊美防衛大臣が東京都内で行われた軍需企業の大多数が参加する日本防衛装備工業会主催の会合で「そろそろ基本的な考え方を見直すこともあってしかるべきだと思う。2010年末に取りまとめられる防衛計画の大綱（新防衛大綱）において武器輸出三原則の改定を検討する」と発言し、見直しの内容としては「日本でライセンス生産した米国製装備品の部品の米国への輸出」や「途上国向けに武器を売却」をあげた。
2010年2月18日、鳩山由紀夫首相が主催する「新たな時代の安全保障と防衛力に関する懇談会」の初会合が首相官邸で行われ、鳩山首相が冒頭の挨拶で「防衛体制の見直しには、継続と変化の両方が必要だ。タブーのない議論をしてほしい」と述べた。北沢防衛相は懇談会で「装備産業の基盤整備をどう図るか議論してほしいとお願いした」と述べ、武器輸出三原則の見直しを議題とするよう公式に求めたことを明らかにした。武器輸出三原則の見直しは新防衛大綱に反映されるとされ、鳩山由紀夫首相の後任である菅直人首相も一旦は了承したものの、国会での連携を目指す社民党の反発が障害となり、新防衛大綱への盛り込みについては先送りされた。
2010年5月19日、日豪物品役務相互提供協定に基づく物品・役務の相互提供が約束された。

#### 野田内閣での官房長官談話
武器輸出三原則の見直しは菅内閣で頓挫したが、菅首相の後任の野田佳彦首相は就任当初から武器輸出三原則の緩和に意欲を見せ、国際共同開発・共同生産への参加と人道目的での装備品供与を解禁するとして2011年（平成23年）12月27日に野田内閣は藤村修官房長官による談話を発表した。内容は、以下の通り。
- 平和貢献・国際協力に伴う案件は、防衛装備品の海外移転を可能とする。
- 目的外使用、第三国移転がないことが担保されるなど厳格な管理を前提とする（目的外使用、第三国移転を行う場合は、日本への事前同意を義務付ける）。
- わが国と安全保障面で協力関係があり、その国との共同開発・生産がわが国の安全保障に資する場合に実施する。

2012年（平成24年）12月18日、政府は閣議で、PKOでハイチに派遣している陸上自衛隊施設部隊の撤収に合わせ、現地に持ち込んだ重機などを同国に提供する方針を決めた。重機の一部は銃を置く台があるため「武器」とみなされ、武器輸出三原則の緩和で供与が可能になってから初めての物品提供となる。

#### 第2次安倍内閣による防衛装備移転三原則への移行
第2次安倍内閣において安倍晋三首相は、三原則の撤廃を含めた根本的な見直しに着手。2013年9月28日に小野寺五典防衛大臣は、最先端の兵器は国際開発が主流であり、日本はその流れから取り残されているとして、武器輸出三原則を抜本的に見直す考えを示した。
2014年3月、武器輸出三原則に代わる「防衛装備移転三原則」の原案が与党のプロジェクトチームに示され、同年4月1日に武器輸出三原則に代わる防衛装備移転三原則が閣議決定された。それまでの個別の官房長官談話による例外的承認にかえて、一定の条件を設けたうえで日本の安保に資する輸出を認めることとなった。
武器輸出三原則に代わる防衛装備移転三原則の決定についてアメリカのハーフ副報道官は会見で歓迎を表明した。

#### 岸田政権による第三国輸出解禁方針の決定
2024年3月英・伊と共同開発中の次期戦闘機の第三国への輸出解禁を決定した。

## 民生品への影響

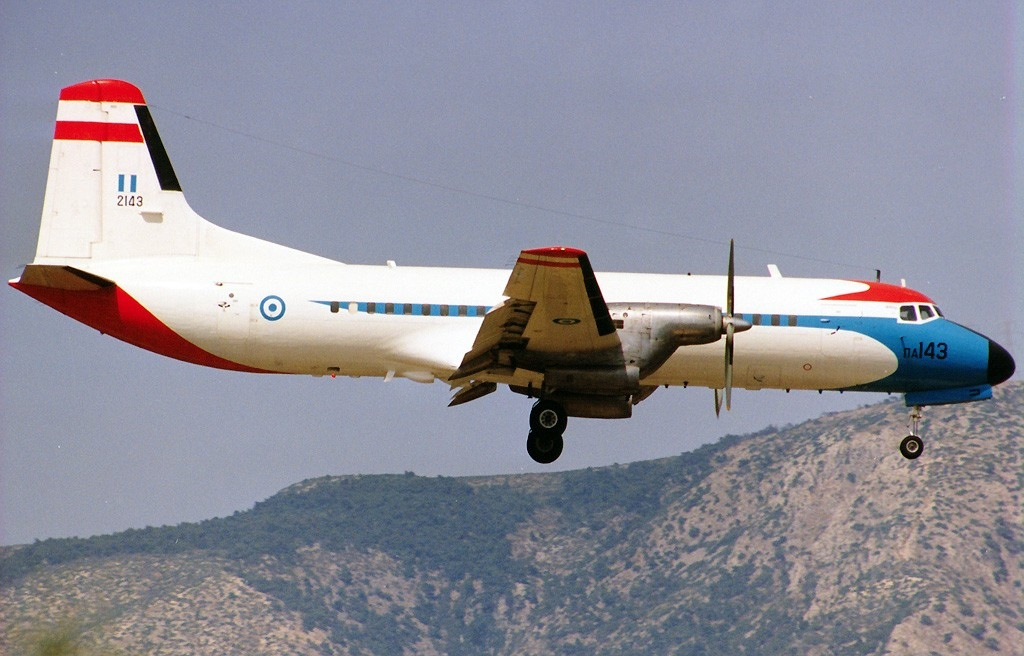
ギリシャ空軍所属のYS-11（1993年）

民生用の観測ロケットであるカッパロケットは1960年代に本体と関連機材がユーゴスラビアに輸出され、ユーゴスラビアが独自開発していた地対空ミサイルR-25 ヴルカンの技術として軍事転用された。また1965年にはインドネシアへ伊藤忠商事によって輸出されたことで、軍事転用を懸念したマレーシアが日本に抗議し、1967年に佐藤栄作により三原則提議が表明された。
1981年に堀田ハガネ事件が発生し、国会で問題となった。
1987年には東芝機械がソビエト連邦へ不正に輸出した工作機械が技術向上に繋がったとして、東芝機械ココム違反事件として問題となった。
オリンピック航空が購入したYS-11がギリシャ空軍に売却された例がある。
東洋航空工業は1952年に地上攻撃機であるフレッチャー FD-25の練習機型の製造権を取得し、カンボジア、ベトナム、タイに輸出している。
ヤマハ製の農業用無人航空機が海外へ不正に輸出されて社会問題となった事例がある。
2000年代には川崎重工とメッサーシュミット・ベルコウ・ブローム（後にエアバス・グループに買収されユーロコプターと統合）が共同開発したBK117は武器輸出三原則を考慮して、軍隊向けには救難・救命用を除き販売を控えてきた。しかし派生型であるユーロコプター EC 145の軍用版であるUH-72 ラコタが2006年からアメリカ陸軍で運用されているが、BK117で川崎重工が担当したトランスミッションなどは原型機と同じで日本製であるものの、特に問題視されなかった。
この他にも正規軍、民間軍事会社、ゲリラ問わず日本製のピックアップトラックがテクニカルやパトロールカーとして利用されている。特に交戦する双方がトヨタのピックアップトラックを活用したチャド内戦はトヨタ戦争と呼ばれた。

## 戦前
第二次世界大戦前の日本は、艦艇（永翔級砲艦、トンブリ級海防戦艦、寧海、アラブ級駆逐艦、マッチャーヌ級潜水艦など）、戦車（九五式軽戦車）、銃砲（有坂銃、三八式歩兵銃、十四年式拳銃、軽迫撃砲、四一式山砲など）、弾薬（三八式実包）といった武器を各国に輸出している。また陸軍の主導で武器輸出を行なう昭和通商という会社が設立された。

## ドイツとイタリア
同じ枢軸国であったドイツ、イタリアは復興とともに輸出を再開し、現在、世界的にも主要な兵器輸出国で、輸出額の国別順位は2018年時点でドイツが世界第4位、イタリアも第10位である。ドイツでは伝統の戦車（レオパルト1、レオパルト2）や潜水艦（209型潜水艦など）、H&Kの銃器、イタリアではベレッタの銃器、オート・メラーラの艦砲などが輸出品として有名である。